# یواس‌اس فرالیک (۱۸۹۲)
یواس‌اس فرالیک (۱۸۹۲) (به انگلیسی: USS Frolic (1892)) یک کشتی بود که طول آن ۱۶۵ فوت (۵۰ متر) بود. این کشتی در سال ۱۸۹۲ ساخته شد.